# هاو، نورفک
هاو (به انگلیسی: Howe) یک محله مدنی و روستا در بریتانیا است که در South Norfolk واقع شده‌است. هاو ۳٫۲۰ کیلومتر مربع مساحت و ۵۴ نفر جمعیت دارد.